# یونگین ده‌جانگ‌گوم پارک
یونگین ده‌جانگ‌گوم پارک (کره‌ای: 용인 대장금 파크؛ انگلیسی: Yongin Daejanggeum Park) که قبلاً با نام ام‌بی‌سی درامیا (کره‌ای: MBC 드라미아) شناخته می‌شد، یک محل فیلم‌برداری فضای باز متعلق به بنگاه پخش مونهوا در شهر یونگین در استان گیونگ‌گی، کره جنوبی است.

## پیش‌زمینه
این مکان در سال ۲۰۰۵ ساخته شد و دارای مساحت کل ۲٬۵۰۰٬۰۰۰ متر مربع است که مجموعه‌های واقعی ۱۶۵٬۰۰۰ متر مربع را اشغال کرده‌اند. این مکان دارای سازه‌های دائمی شبیه‌سازی شدهٔ ساختمان‌های دوران سه پادشاهی کره، گوریو و پادشاهی چوسان است و به عنوان یک مرکز تعاملی برای هالیو عمل می‌کند. نام قبلی‌اش ام‌بی‌سی درامیا از واژه‌های «دراما» و «یوتوپیا» ساخته شده‌است. مجموعه‌های تلویزیونی درام تاریخی همچون خورشید و ماه، دونگ‌یی و ملکه سوندوک در این مکان فیلم‌برداری شده‌اند.
این مجموعه نخستین بار در ۲۱ ژوئن ۲۰۱۱ به روی بازدیدکنندگان و توریست‌ها باز شد. در سال ۲۰۱۵، نام آن به یونگین ده‌جانگ‌گوم پارک که بر پایه نام شخصیت یانگوم از مجموعه تلویزیونی تاریخی سال ۲۰۰۳ شبکه ام‌بی‌سی به نام جواهری در قصر است، به دلایل تبلیغاتی تغییر یافت.

## نگارخانه

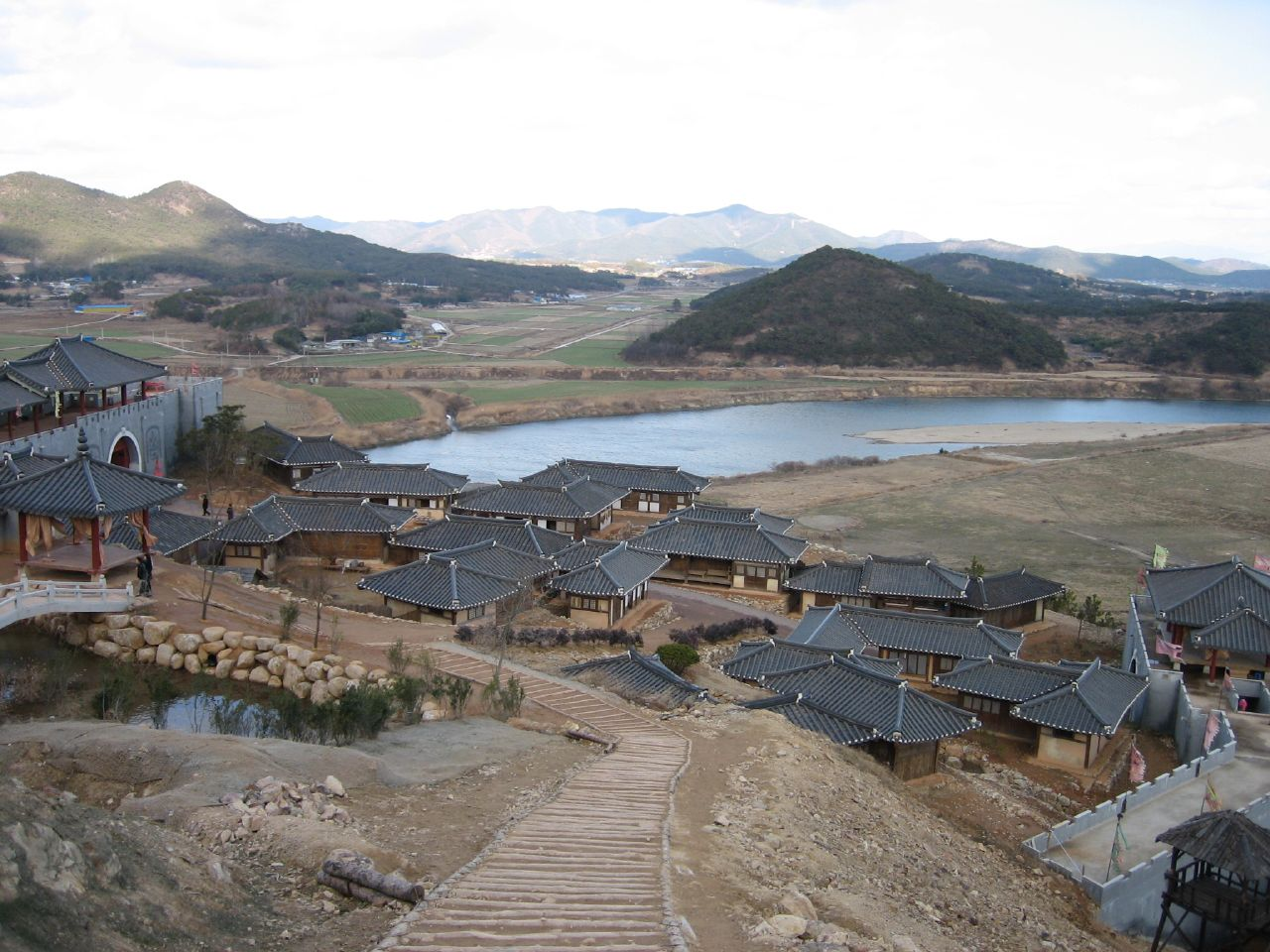
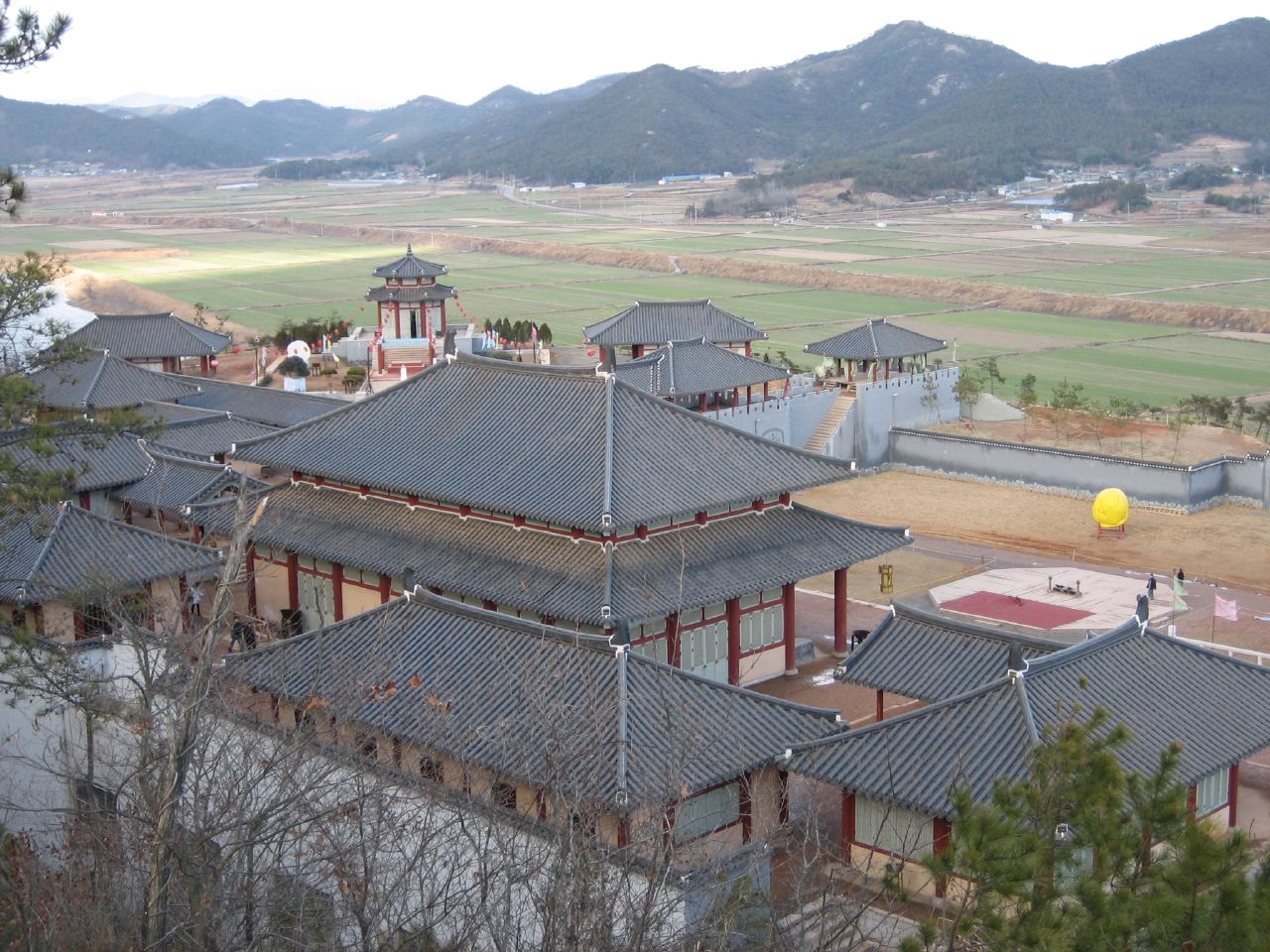
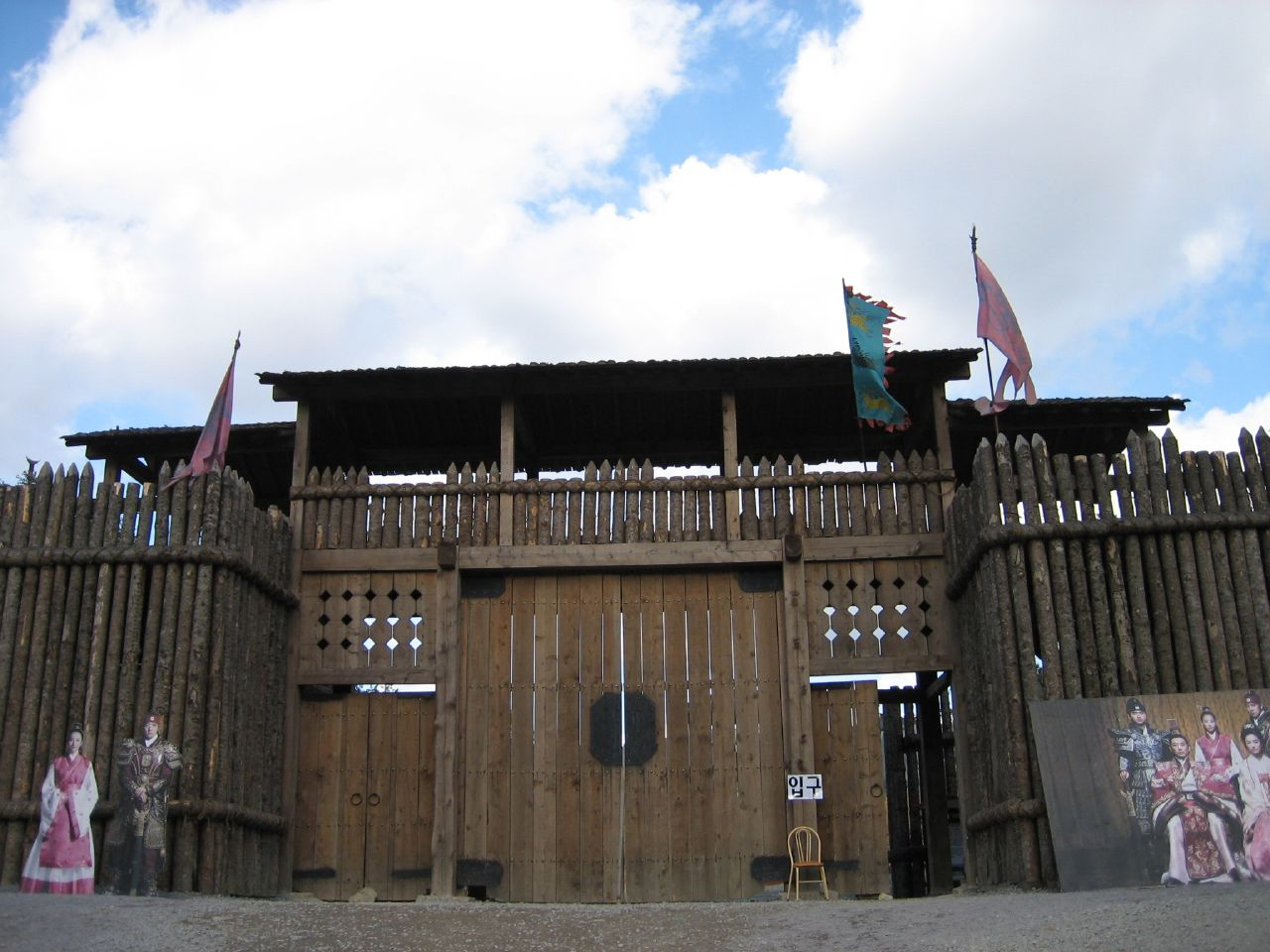
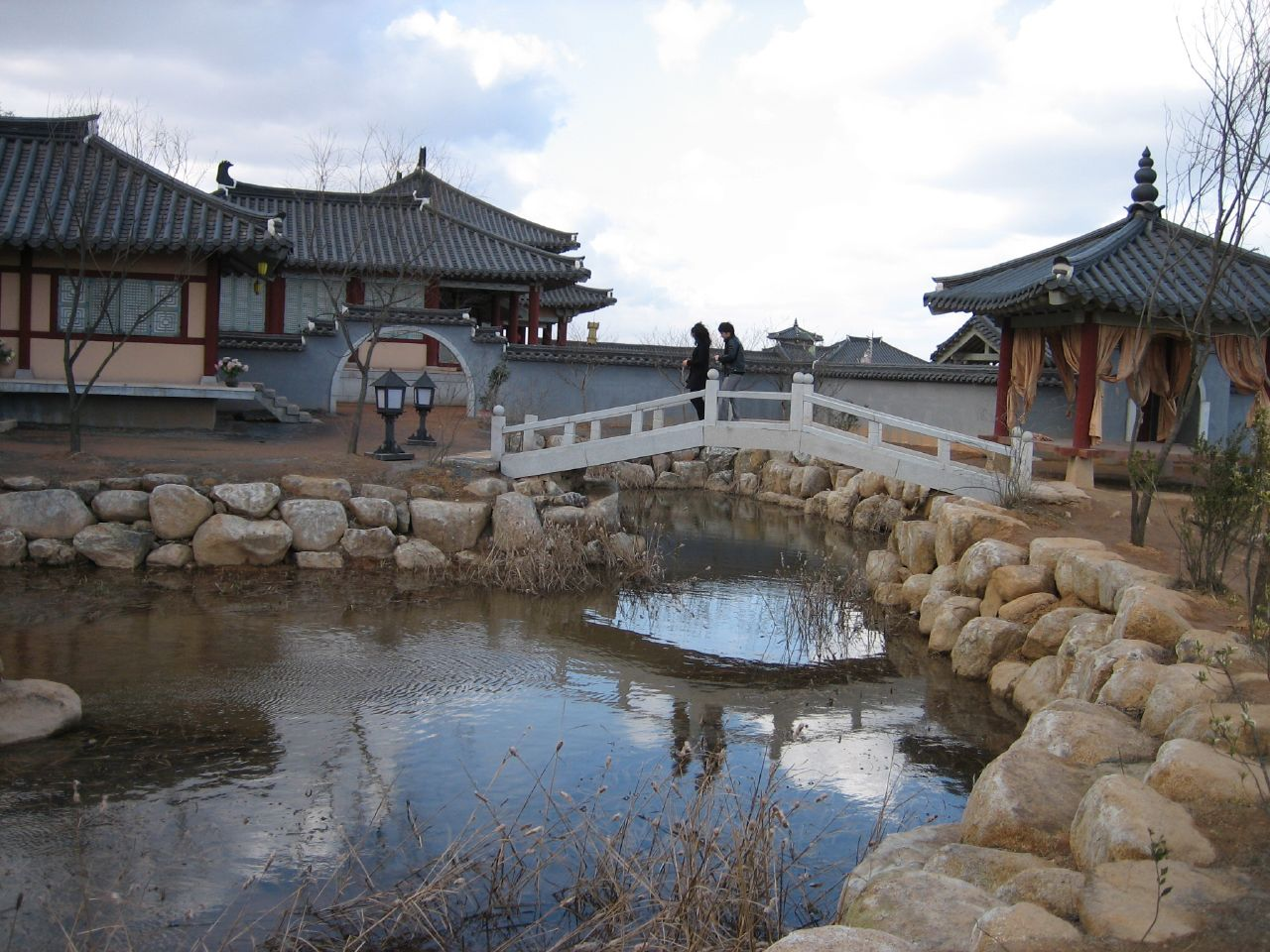
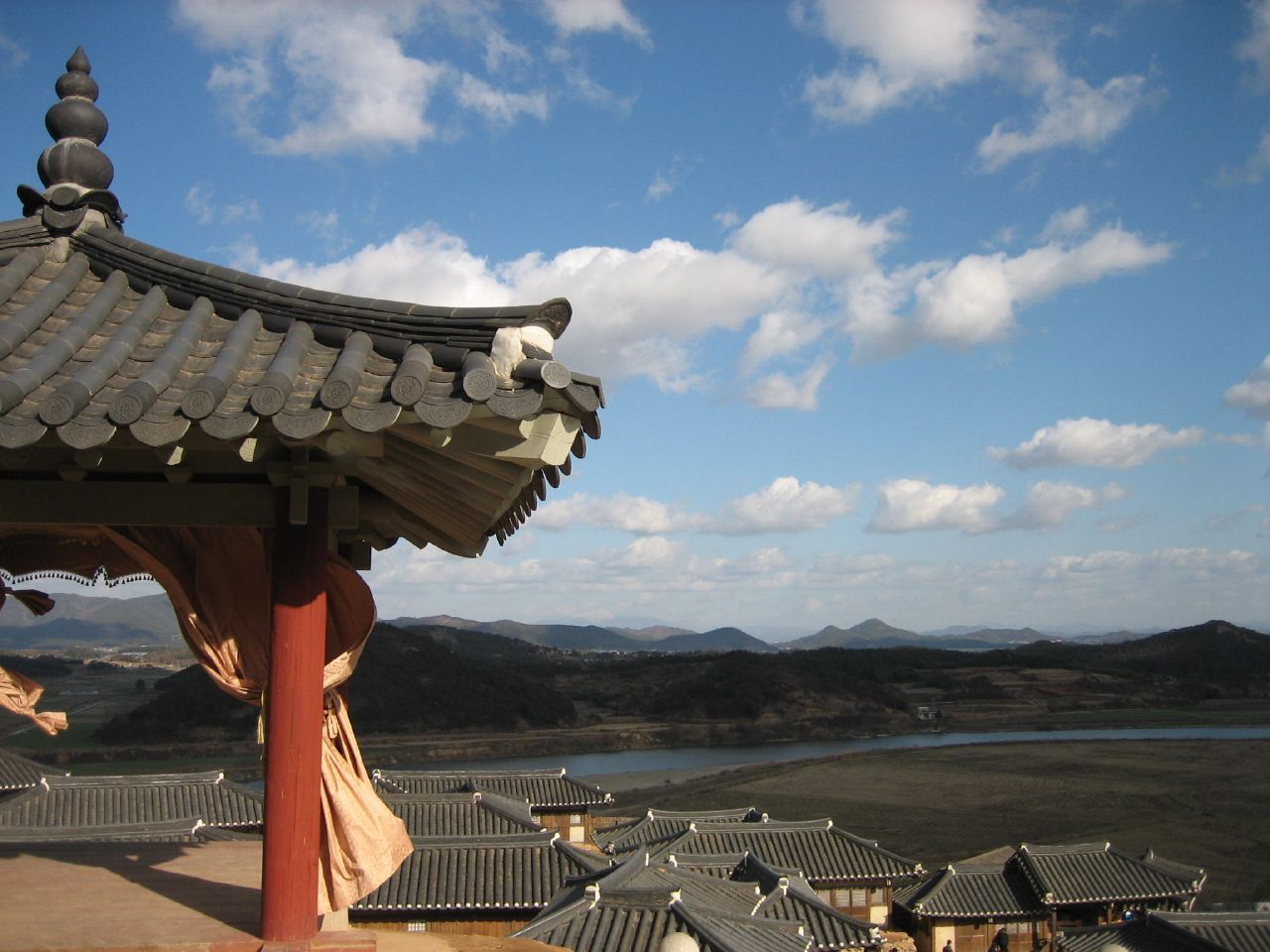
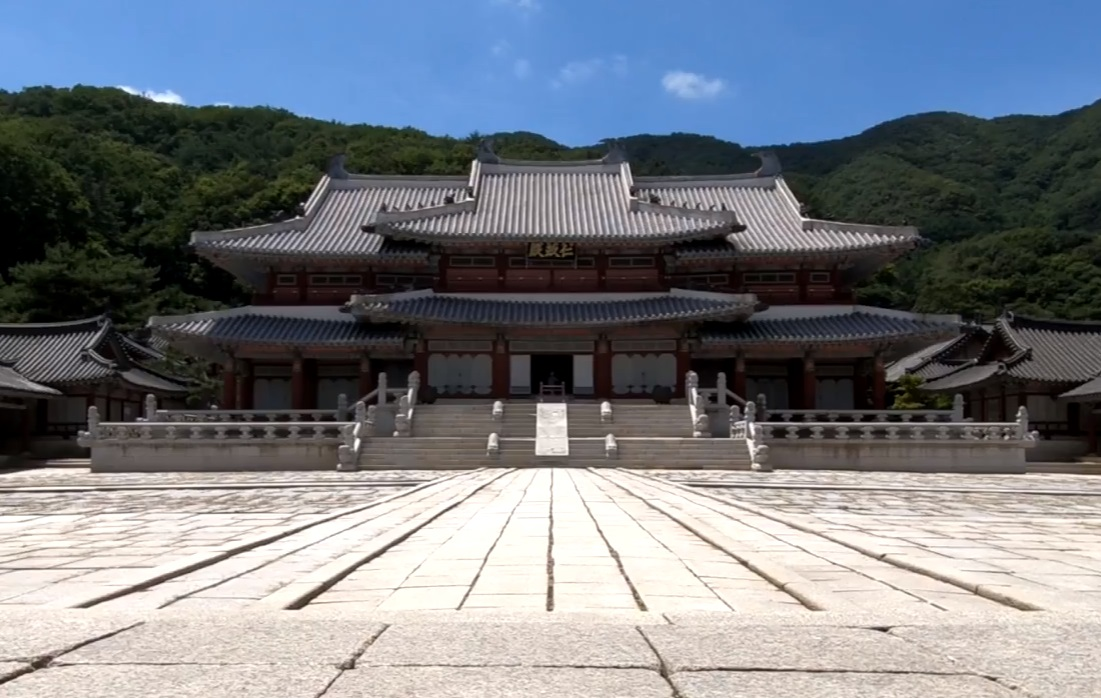
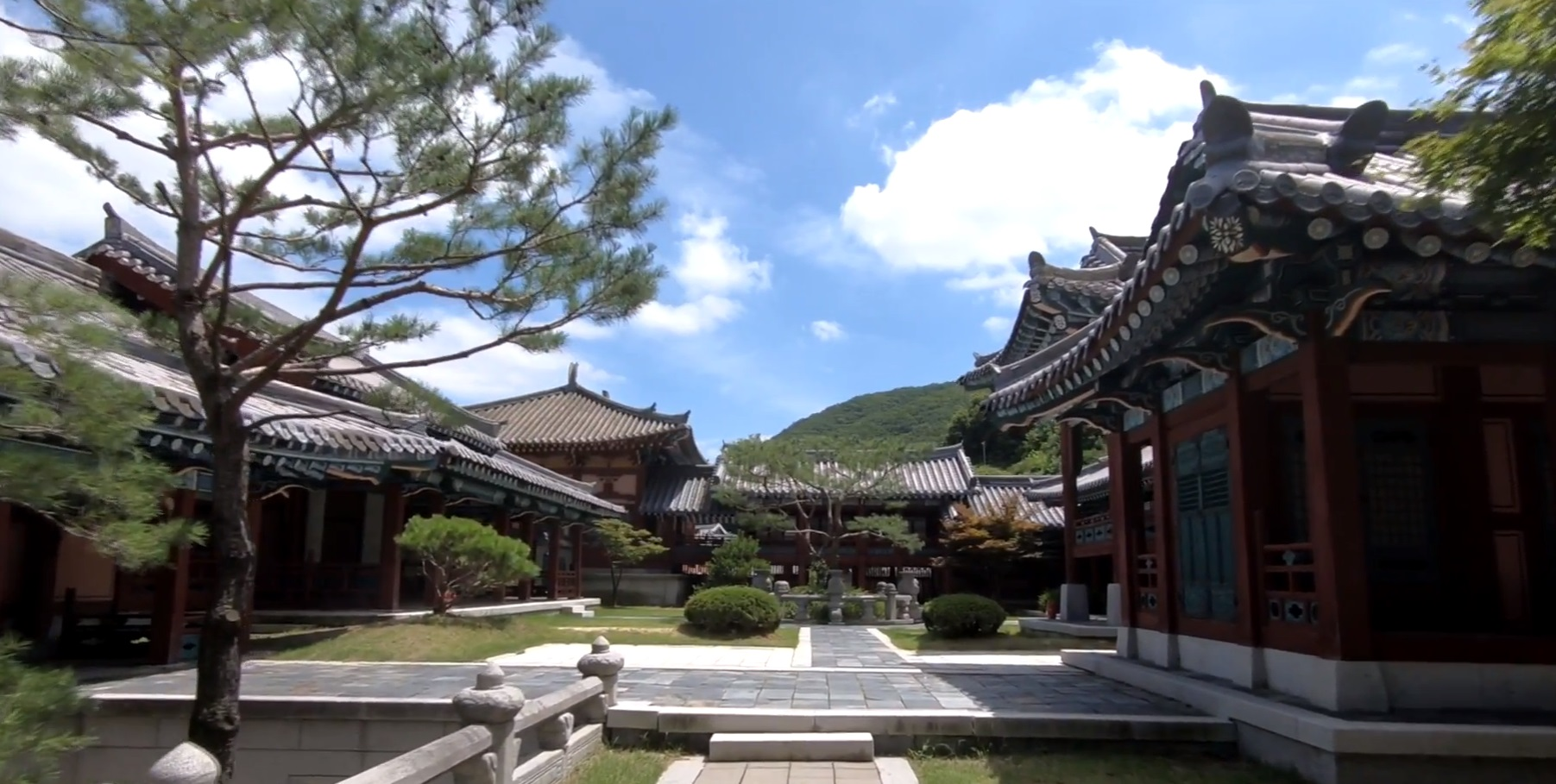
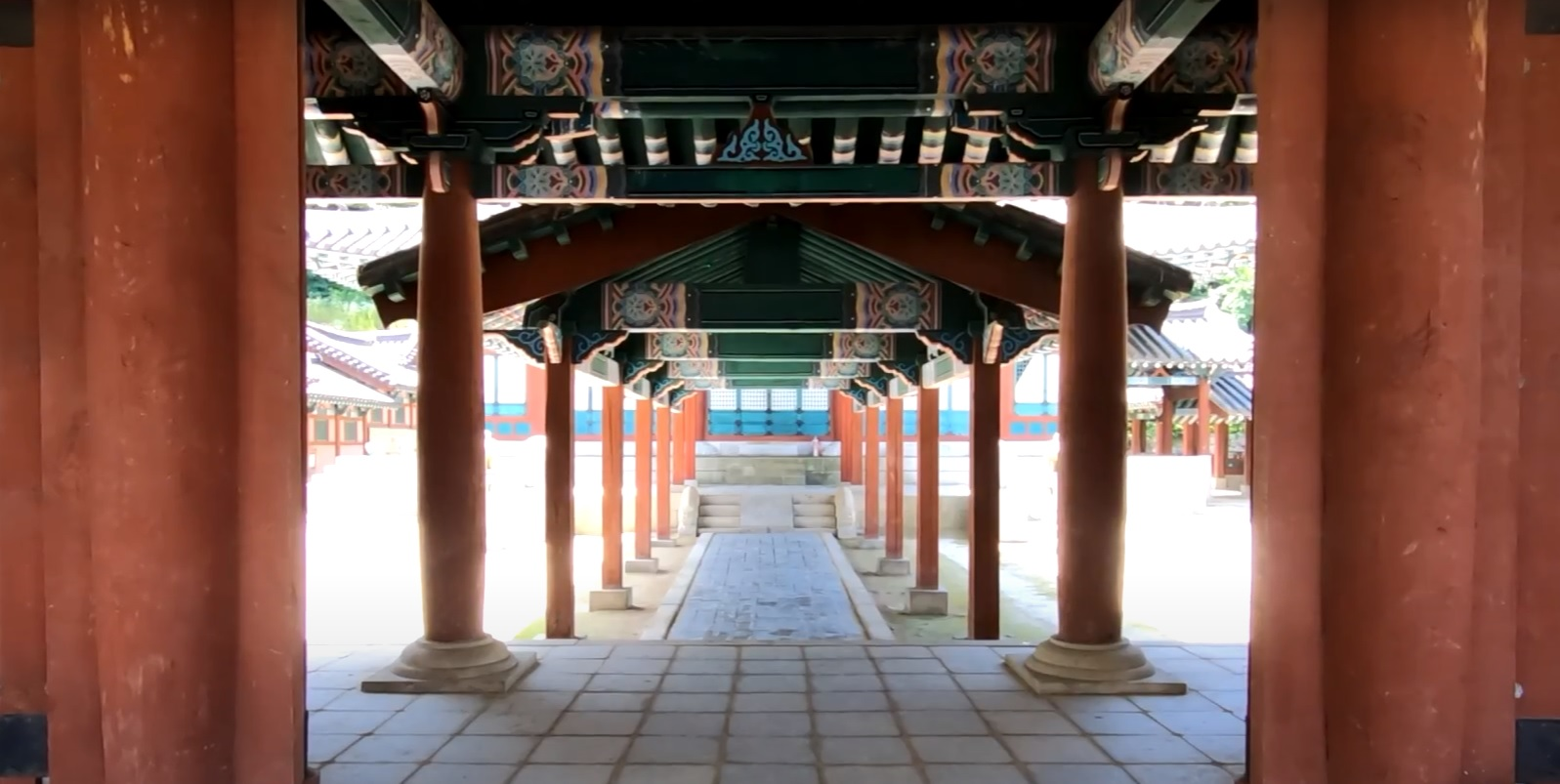
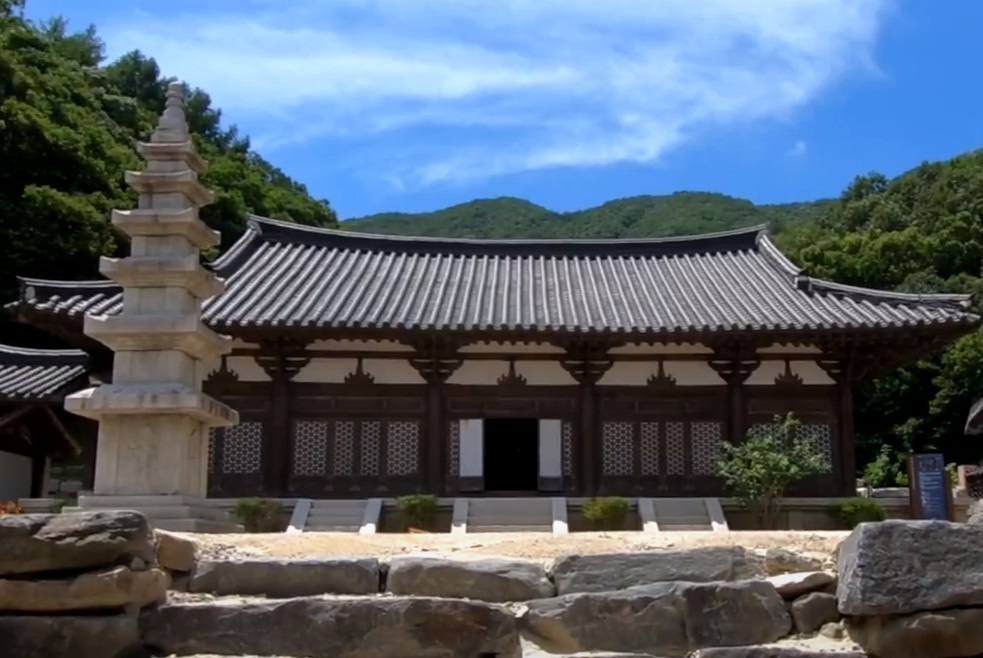
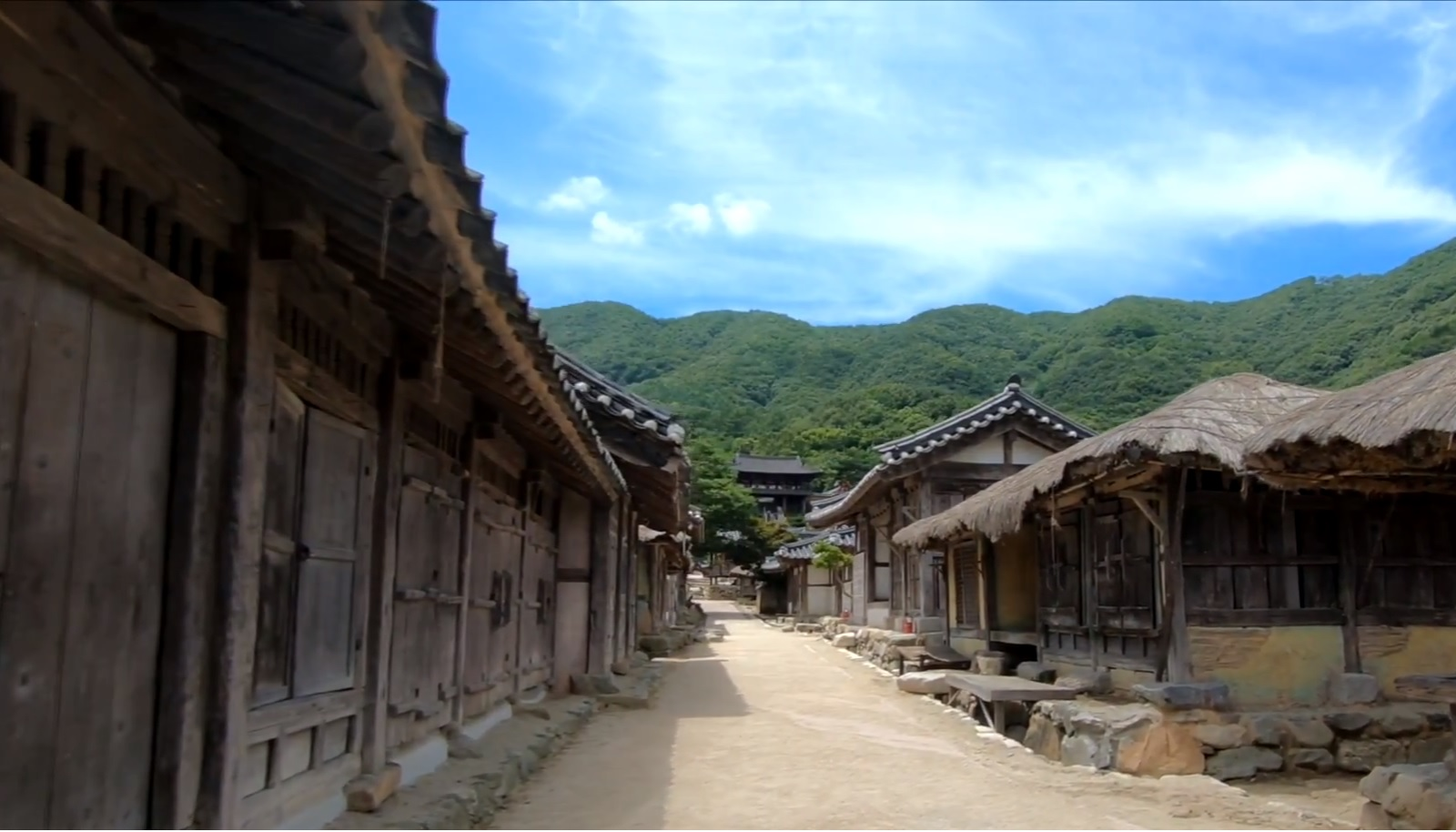